# Ofir Marciano
Ofir Meir Marciano o Martziano (in ebraico אופיר מרציאנו‎?; Ashdod, 7 ottobre 1989) è un calciatore israeliano, portiere dell'Hapoel Be'er Sheva e della nazionale israeliana.

## Carriera

### Club
Marciano ha firmato per Ashdod nel 2008, e ha realizzato oltre 120 presenze in campionato con il club israeliano.
Il 7 luglio 2015, va in prestito al club belga Mouscron-Péruwelz.
Nel mese di agosto 2016, ha firmato per Hibernian in prestito per la stagione 2016-17, anche se la burocrazia ha tenuto la sua idoneità a giocare per il club. Marciano ha ammesso che è stato venduto in movimento grazie al collega israeliano Nir Biton, che gioca per il Celtic.
Il 26 agosto, a seguito di un ritardo di tre settimane, è stato annunciato che Marciano aveva ottenuto il suo permesso di lavoro dopo il superamento di un test di inglese per ottenere il visto ed è stato finalmente in grado di giocare per Hibernian. Ha fatto il suo debutto per il club in una vittoria per 4-0 contro Greenock Morton a Easter Road nel campionato scozzese.
Nell'estate del 2021 viene ingaggiato dal Feyenoord.

### Nazionale
Ha fatto il suo debutto internazionale il 10 ottobre 2014, quando Israele ha vinto 2-1 contro Cipro per le qualificazioni al campionato europeo di calcio 2016.

## Palmarès

### Club

#### Competizioni nazionali
- Scottish Championship: 1

Hibernian: 2016-2017
- Campionato olandese: 1

Feyenoord: 2022-2023
- Coppa d'Israele: 1

Hapoel Be'er Sheva: 2024-2025